# Cendrillon (Viardot)
Cendrillon (título original en francés; en español, La Cenicienta) es una ópera cómica de cámara con diálogo, en tres actos con música y libreto de Pauline Viardot-García, basada en la historia de La Cenicienta. La obra, para un reparto de siete personas con orquestación para piano, se estrenó en el Salón de Viardot en París el 23 de abril de 1904, cuando ella tenía 83 años, y fue publicada más tarde ese mismo año. 
Los historiadores no están seguros de cuándo se compuso exactamente la ópera, aunque se cree que fue después de la muerte del amigo (y posible amante) de Viardot, Iván Turguénev en 1883 ya que él no escribió el libreto. Ha sido descrita como "una versión de la historia de Cenicienta con ingenio galo, belcanto italianizante y una extravagancia que es toda propia de ella (de Viardot)."
La trama sigue de manera bastante fiel el cuento de hadas original de Perrault, pero tiene un enfoque mucho más ligero que otras adaptaciones operísticas de Massenet, Rossini e Isouard. La malvada madrastra es reemplazada por un padre torpe y negado y el Hada madrina (La Fée) aparece en realidad como una invitada a la fiesta y entretiene a los asistentes con una canción. Una representación íntegra de la ópera dura poco más de una hora.
Es una ópera poco representada en la actualidad; en las estadísticas de Operabase aparece con sólo 2 representaciones en el período 2005-2010, siendo la primera y más representada de Viardot.

## Grabaciones
- Cendrillon por Pauline Viardot-Garcia. André Cognet (barítono) Pictordu; Sandrine Piau (soprano) Cendrillon; Jean Rigby (mezzosoprano) Armelinde; Susannah Waters (soprano) Maguelonne; Elizabeth Vidal (coloratura) La Fée; Jean-Luc Viala (tenor) Prince Charmant; Paul Austin Kelly (tenor) Barigoule. Con el coro Geoffrey Mitchell y Nicholas Kok, pianista y director. Grabado en la Capilla de Rosslyn Hill, Hampstead, Londres en 2000. Opera Rara ORR 212.